# Meilleur état d'esprit de la Ligue canadienne de hockey

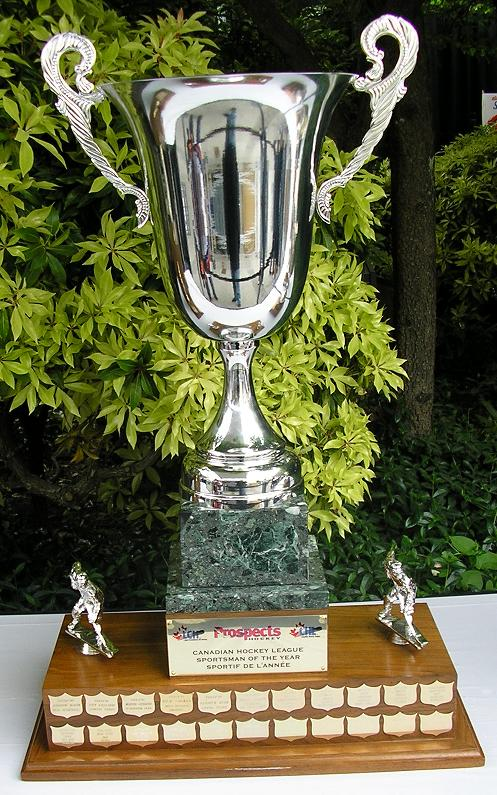
Le trophée remis au joueur avec le meilleur état d'esprit de la LCH.

Le joueur de la saison de la Ligue canadienne de hockey avec le meilleur état d'esprit reçoit chaque année un prix.

## Vainqueurs
| Saison    | Récipiendaire                                               | Équipe                                                      | Ligue                                                       |                                                             |
| --------- | ----------------------------------------------------------- | ----------------------------------------------------------- | ----------------------------------------------------------- | ----------------------------------------------------------- |
| 1989-1990 | Andrew McKim                                                | Olympiques de Hull                                          | LHJMQ                                                       |                                                             |
| 1990-1991 | Pat Falloon                                                 | Chiefs de Spokane                                           | LHOu                                                        |                                                             |
| 1991-1992 | Matin Gendron                                               | Lasers de Saint-Hyacinthe                                   | LHJMQ                                                       |                                                             |
| 1992-1993 | Rick Girard                                                 | Broncos de Swift Current                                    | LHOu                                                        |                                                             |
| 1993-1994 | Yanick Dubé                                                 | Titan Collège français de Laval                             | LHJMQ                                                       |                                                             |
| 1994-1995 | Éric Dazé                                                   | Harfangs de Beauport                                        | LHJMQ                                                       |                                                             |
| 1995-1996 | Hnat Domenichelli                                           | Blazers de Kamloops                                         | LHOu                                                        |                                                             |
| 1996-1997 | Kelly Smart                                                 | Wheat Kings de Brandon                                      | LHOu                                                        |                                                             |
| 1997-1998 | Cory Cyrenne                                                | Wheat Kings de Brandon                                      | LHOu                                                        |                                                             |
| 1998-1999 | Matt Kinch                                                  | Hitmen de Calgary                                           | LHOu                                                        |                                                             |
| 1999-2000 | Jonathan Roy                                                | Wildcats de Moncton                                         | LHJMQ                                                       |                                                             |
| 2000-2001 | Brandon Reid                                                | Foreurs de Val-d'Or                                         | LHJMQ                                                       |                                                             |
| 2001-2002 | Brad Boyes                                                  | Otters d'Érié                                               | LHO                                                         |                                                             |
| 2002-2003 | Kyle Wellwood                                               | Spitfires de Windsor                                        | LHO                                                         |                                                             |
| 2003-2004 | Benoît Mondou                                               | Cataractes de Shawinigan                                    | LHJMQ                                                       |                                                             |
| 2004-2005 | Jeff Carter                                                 | Greyhounds de Sault Ste. Marie                              | LHO                                                         |                                                             |
| 2005-2006 | Kris Russell                                                | Tigers de Medicine Hat                                      | LHOu                                                        |                                                             |
| 2006-2007 | David Desharnais                                            | Saguenéens de Chicoutimi                                    | LHJMQ                                                       |                                                             |
| 2007-2008 | Cédric Lalonde-McNicoll                                     | Cataractes de Shawinigan                                    | LHJMQ                                                       |                                                             |
| 2008-2009 | Cédric Lalonde-McNicoll                                     | Cataractes de Shawinigan                                    | LHJMQ                                                       |                                                             |
| 2009-2010 | Jason Bast                                                  | Warriors de Moose Jaw                                       | LHOu                                                        |                                                             |
| 2010-2011 | Philip-Michaël Pinard-Devos                                 | Olympiques de Gatineau                                      | LHJMQ                                                       |                                                             |
| 2011-2012 | Mark Stone                                                  | Wheat Kings de Brandon                                      | LHOu                                                        |                                                             |
| 2012-2013 | Tyler Graovac                                               | Bulls de Belleville                                         | LHO                                                         |                                                             |
| 2013-2014 | Sam Reinhart                                                | Ice de Kootenay                                             | LHOu                                                        |                                                             |
| 2014-2015 | Rourke Chartier                                             | Rockets de Kelowna                                          | LHOu                                                        |                                                             |
| 2015-2016 | Samuel Girard                                               | Cataractes de Shawinigan                                    | LHJMQ                                                       |                                                             |
| 2016-2017 | Nick Suzuki                                                 | Attack d'Owen Sound                                         | LHO                                                         |                                                             |
| 2017-2018 | Aleksi Heponiemi                                            | Broncos de Swift Current                                    | LHOu                                                        |                                                             |
| 2018-2019 | Justin Almeida                                              | Warriors de Moose Jaw                                       | LHOu                                                        |                                                             |
| 2019-2020 | Nicholas Robertson                                          | Petes de Peterborough                                       | LHO                                                         |                                                             |
| 2020-2021 | Saison annulée dans la LHO et séries annulées dans la LHOu. | Saison annulée dans la LHO et séries annulées dans la LHOu. | Saison annulée dans la LHO et séries annulées dans la LHOu. | Saison annulée dans la LHO et séries annulées dans la LHOu. |
| 2021-2022 | Jordan Dumais                                               | Mooseheads d'Halifax                                        | LHJMQ                                                       |                                                             |
| 2022-2023 | Evan Vierling                                               | Colts de Barrie                                             | LHO                                                         |                                                             |
| 2023-2024 | Brayden Yager                                               | Warriors de Moose Jaw                                       | LHOu                                                        |                                                             |